# Newton Carneiro
Newton Isaac da Silva Carneiro (Curitiba, 18 de abril de 1914 - Ponta Grossa, 16 de abril de 1987), mais conhecido como Newton Carneiro, foi um político brasileiro. Atuou como deputado federal pelo Paraná (1955-1959, 1960 e 1963-1967). Atuou como presidente do Rotary Club e da Aliança Francesa de Curitiba.
É autor de:
- La yerba mate y sus problemas (1936)
- A louça da Companhia das Índias no Brasil (1942)
- Iconografia paranaense (1950)
- As artes e o artesanato no Paraná (1953)
- O mate nas artes luso-brasileiras (1965)
- 370 dias na presidência do IBDF (1971)
- 40 aquarelas inéditas de Debret (1971)
- José Bonifácio e a desonomia (1972)
- O Paraná e a caricatura (1975)
- A fábrica de Colombo e a cerâmica artística no Brasil (1979)
- Rugendas no Brasil (1979)